# Gmina Skive
Gmina Skive (duń. Skive Kommune) – gmina w Danii w regionie Jutlandia Środkowa.
Gmina powstała 1 stycznia 2007 roku na mocy reformy administracyjnej z połączenia gmin Sallingsund, Sundsøre, Spøttrup oraz poprzedniej gminy Skive.
Siedzibą władz gminy jest miasto Skive. W gminie znajduje się zamek Spøttrup.